# Nicklas Cajback
Nicklas Cajback (Stoccolma, 9 giugno 1986) è un pilota motociclistico svedese.

## Carriera
La sua carriera nel motociclismo è iniziata con le minimoto di cui è diventato campione nazionale svedese nel 2001. Passato in seguito alle competizioni su pista ha raggiunto il secondo posto nel campionato nazionale svedese del 2005, cosa che l'ha portato anche al debutto nelle competizioni del motomondiale.
Nel motomondiale 2005 ha corso il finale di stagione nella classe 250 come pilota sostitutivo, guidando una Yamaha YZR 250 del team Yamaha Kurz, senza raggiungere risultati che gli consentissero di ottenere punti validi per la classifica iridata, in quattro occasioni fallisce la qualificazione al gran premio.
Negli anni 2004, 2005 e 2006 corre il campionato Europeo Velocità sempre in 250, giungendo al terzo posto nella classifica finale su una Aprilia RSV 250 l'ultima stagione. Sempre nel 2006 ottiene tre wild card per gareggiare nuovamente nel motomondiale ma, anche in questo caso, non riesce ad ottenere punti.
Nel 2007 si sposta nelle competizioni per moto derivate dalla produzione di serie, partecipando al campionato Europeo Supersport, terminando settimo nella classifica piloti con 32 punti. Nella stessa annata corre come wild card due gare nel campionato mondiale Supersport con una Honda CBR600RR del team Benjan Motoren, senza ottenere punti per la graduatoria mondiale. Sempre nel 2007, disputa una gara al Mugello nella classe Supersport del Campionato Italiano Velocità classificandosi 25º in sella ad una Honda.
Nel 2009 prende parte al campionato olandese Superbike racimolando due punti. Nella stessa stagione prende parte al campionato Europeo Superstok 1000, svoltosi in gara unica ad Albacete, dove si classifica tredicesimo, l'anno successivo, nella stessa categoria, chiude al nono posto. Nel 2011 si trasferisce nell'IDM Superbike (campionato tedesco Superbike).

## Risultati in gara

### Motomondiale
| 2005 | Classe | Moto   |  |  |  |  |  |  |  |    |    |    |    |    |    |    |    |    |    | Punti | Pos. |
| ---- | ------ | ------ |  |  |  |  |  |  |  | -- | -- | -- | -- | -- | -- | -- | -- | -- | -- | ----- | ---- |
| 2005 | 250    | Yamaha |  |  |  |  |  |  |  | NE | NP | 22 | 24 | NQ | 18 | NQ | NQ | 21 | NQ | 0     |      |

| 2006 | Classe | Moto    |  |  |  |  |  |     |  |    |  |     |    |  |  |  |  |  |  | Punti | Pos. |
| ---- | ------ | ------- |  |  |  |  |  | --- |  | -- |  | --- | -- |  |  |  |  |  |  | ----- | ---- |
| 2006 | 250    | Aprilia |  |  |  |  |  | Rit |  | 21 |  | Rit | NE |  |  |  |  |  |  | 0     |      |

| Legenda | 1º posto        | 2º posto            | 3º posto            | A punti      | Senza punti        | Grassetto – Pole position Corsivo – Giro più veloce |
| Legenda | Gara non valida | Non qual./Non part. | Ritirato/Non class. | Squalificato | '-' Dato non disp. | Grassetto – Pole position Corsivo – Giro più veloce |

### Campionato mondiale Supersport
| 2007 | Moto  |  |  |  |  |  |  |  |  |  |  |    |  |     | Punti | Pos. |
| ---- | ----- |  |  |  |  |  |  |  |  |  |  | -- |  | --- | ----- | ---- |
| 2007 | Honda |  |  |  |  |  |  |  |  |  |  | 25 |  | Rit | 0     |      |

| Legenda | 1º posto        | 2º posto            | 3º posto           | A punti      | Senza punti        | Grassetto – Pole position Corsivo – Giro più veloce |
| Legenda | Gara non valida | Non qual./Non part. | Ritirato/Non class | Squalificato | '-' Dato non disp. | Grassetto – Pole position Corsivo – Giro più veloce |